# Amadou Issaka
Amadou Issaka (* 1924 in Kantché; † 14. November 2004 ebenda) war ein nigrischer Politiker.

## Leben
Amadou Issaka gehörte der Nigrischen Fortschrittspartei an. Er wurde 1954 zum Kantonchef seines Heimatorts Kantché ernannt. Von 1958 bis 1959 war er Mitglied des Grand Conseil von Französisch-Westafrika. Am 23. November 1965 wurde Issaka als Minister für öffentlichen Dienst und Arbeit in die nigrische Regierung geholt, der er bis 1974 angehörte. Ab 15. Januar 1970 war er Justizminister, ab 22. November 1970 beigeordneter Minister bei der Präsidentschaftskanzlei und ab 17. August 1972 Minister für Wirtschaft, Handel und Industrie.
Nach dem Staatsstreich von Seyni Kountché am 15. April 1974 wurde Amadou Issaka als Minister und Kantonchef abgesetzt und im Militärlager von Agadez eingesperrt. Anders als die meisten anderen früheren Minister konnte er das Gefängnis bereits am 2. August 1975 verlassen und wurde wieder als Kantonschef von Kantché eingesetzt. Er gehörte außerdem dem Weisenrat an, der 1996 nach dem Staatsstreich von Ibrahim Baré Maïnassara einberufen wurde.

## Ehrungen
- Offizier des Nationalordens Nigers